# Fagonia lahovarii
Fagonia lahovarii là một loài thực vật có hoa trong họ Zygophyllaceae. Loài này được Volkens & Schweinf. miêu tả khoa học đầu tiên năm 1897.